# Eriogyna cameronensis
Eriogyna cameronensis är en fjärilsart som beskrevs av Lemaire 1979. Eriogyna cameronensis ingår i släktet Eriogyna och familjen påfågelsspinnare. Inga underarter finns listade i Catalogue of Life.